# 조익래
조익래(趙益來, 1957년 1월 15일 ~ )은 대한민국의 제6·7대 경상남도 사천시의원이다.

## 학력
- 삼천포공업고등학교 졸업

## 경력
- 민주당 경남도당 사천시 지역위원회 위원장
- 민주평화통일자문회의 사천시 협의회 회장
- 2010.07 ~ 2014.06 제6대 경상남도 사천시의회 의원
- 2010.07 ~ 2012.07 제6대 경상남도 사천시의회 전반기 총무위원회 위원
- 2010.07 ~ 2012.07 제6대 경상남도 사천시의회 전반기 예산결산특별위원회 위원
- 2011.07 ~ 2011.09 제6대 경상남도 사천시의회 어린이영어도서관 관련행정사무조사 특별위원회 위원
- 2012.07 ~ 2014.06 제6대 경상남도 사천시의회 후반기 의회운영위원회 위원
- 2012.07 ~ 2014.06 제6대 경상남도 사천시의회 후반기 산업건설위원회 위원
- 2014.07 ~ 2015.05 제7대 경상남도 사천시의회 의원
- 2014.07 ~ 2015.05 제7대 경상남도 사천시의회 전반기 산업건설위원회 위원장

## 역대 선거 결과
|  | 13.86% |

|  | 21.70% |

|  | 14.71% |